# Draft NFL 1991
Il Draft NFL 1991 si è tenuto dal 21 al 22 aprile 1991. Quel giorno, Raghib "Rocket" Ismail dall'Università di Notre Dame, pronosticato essere la prima scelta assoluta, firmò coi Toronto Argonauts della Canadian Football League (CFL).
Le prime sei selezioni del draft furono giocatori difensivi. Nessun altro draft nella storia della lega è iniziato con più di tre selezioni difensive.

## Primo giro
|  | = Pro Bowler |

| Scelta | Squadra              | Giocatore        | Ruolo            | College         |
| ------ | -------------------- | ---------------- | ---------------- | --------------- |
| 1      | Dallas Cowboys       | Russell Maryland | Defensive tackle | Miami (FL)      |
| 2      | Cleveland Browns     | Eric Turner      | Defensive back   | UCLA            |
| 3      | Atlanta Falcons      | Bruce Pickens    | Defensive Back   | Nebraska        |
| 4      | Denver Broncos       | Mike Croel       | Linebacker       | Nebraska        |
| 5      | Los Angeles Rams     | Todd Lyght       | Defensive Back   | Notre Dame      |
| 6      | Phoenix Cardinals    | Eric Swann       | Defensive Tackle | No College      |
| 7      | Tampa Bay Buccaneers | Charles McRae    | Tackle           | Tennessee       |
| 8      | Philadelphia Eagles  | Antone Davis     | Tackle           | Tennessee       |
| 9      | San Diego Chargers   | Stanley Richard  | Defensive Back   | Texas           |
| 10     | Detroit Lions        | Herman Moore     | Wide Receiver    | Virginia        |
| 11     | New England Patriots | Pat Harlow       | Tackle           | USC             |
| 12     | Dallas Cowboys       | Alvin Harper     | Wide receiver    | Tennessee       |
| 13     | Atlanta Falcons      | Mike Pritchard   | Wide Receiver    | Colorado        |
| 14     | New England Patriots | Leonard Russell  | Running back     | Arizona State   |
| 15     | Pittsburgh Steelers  | Huey Richardson  | Defensive end    | Florida         |
| 16     | Seattle Seahawks     | Dan McGwire      | Quarterback      | San Diego State |
| 17     | Washington Redskins  | Bobby Wilson     | Defensive Tackle | Michigan State  |
| 18     | Cincinnati Bengals   | Alfred Williams  | Linebacker       | Colorado        |
| 19     | Green Bay Packers    | Vinnie Clark     | Defensive Back   | Ohio State      |
| 20     | Dallas Cowboys       | Kelvin Pritchett | Defensive Tackle | Mississippi     |
| 21     | Kansas City Chiefs   | Harvey Williams  | Running Back     | LSU             |
| 22     | Chicago Bears        | Stan Thomas      | Tackle           | Texas           |
| 23     | Miami Dolphins       | Randal Hill      | Wide Receiver    | Miami (FL)      |
| 24     | Los Angeles Raiders  | Todd Marinovich  | Quarterback      | USC             |
| 25     | San Francisco 49ers  | Ted Washington   | Defensive Tackle | Louisville      |
| 26     | Buffalo Bills        | Henry Jones      | Defensive Back   | Illinois        |
| 27     | New York Giants      | Jarrod Bunch     | Running Back     | Michigan        |